# Mesteri
Mesteri é um município da Hungria, situado no condado de Vas. Tem 11,69 km² de área e sua população em 2015 foi estimada em 270 habitantes.